# Гіббсівська лекція
Гі́ббсівська ле́кція (англ. Josiah Willard Gibbs Lectureship) — математична премія, яку з 1923 року присуджує Американське математичне товариство  та яка заснована на вшанування пам'яті Джозаї Вілларда Ґіббза. Премію присуджують щорічно за значні роботи в галузі прикладної математики. Премія призначена не лише для математиків, але і для фізиків, хіміків, біологів, медиків і науковців інших галузей. Підставою для нагородження є визнання за видатні досягнення у застосуванні математики, а також, «для того, щоб громадськість і наукова спільнота усвідомили той внесок, який робить математика для сучасного мислення і сучасної цивілізації».
Лауреат проводить лекцію, яка потім публікується у Бюлетені Американського математичного товариства.
Серед відзначених нагородою є 13 нобелівських лауреатів.

## Лауреати нагороди
- 1923 Михайло Пупін
- 1924 Роберт Гендерсон [en]
- 1925 James P. Pierpont[en]
- 1926 Horatio Burt Williams[de]
- 1927 Ернест Вільям Браун
- 1928 Ґодфрі Гарольд Гарді
- 1929 Ірвінг Фішер
- 1930 Edgar Bright Wilson[en]
- 1931  Персі Бріджмен
- 1932 Річард Ч. Толмен
- 1934  Альберт Ейнштейн
- 1935 Веннівер Буш
- 1936 Генрі Норріс Расселл
- 1937 Charles August Kraus[en]
- 1939 Теодор фон Карман
- 1941 Сьюелл Райт
- 1943 Гаррі Бейтмен[en]
- 1944 Джон фон Нейман
- 1945 Джон Кларк Слейтер[en]
- 1946  Субрахманьян Чандрасекар
- 1947 Philip M. Morse[en]
- 1948 Герман Вейль
- 1949 Норберт Вінер
- 1950 Джордж Уленбек
- 1951 Курт Гедель
- 1952 Марстон Морс
- 1953  Леонтьєв Василь Васильович
- 1954 Курт Отто Фрідрігс[en]
- 1955 Джозеф Едвард Маєр
- 1956 Маршалл Гарві Стоун
- 1958 Герман Джозеф Мюллер
- 1959 Йоганнес Мартінус Бюрґерс
- 1960  Джуліан Швінгер
- 1961 Джеймс Стокер[en]
- 1962  Чженьнін Янг
- 1963 Клод Шеннон
- 1964  Ларс Онсагер
- 1965 Деррік Генрі Лемер[en]
- 1966 Мартін Шварцшильд
- 1967 Марк Кац
- 1968  Юджин Пол Вігнер
- 1969 Раймонд Вайлдер[en]
- 1970 Волтер Манк
- 1971 Ебергард Гопф
- 1972 Фрімен Дайсон
- 1973 Юрген Мозер
- 1974  Пол Семюельсон
- 1975 Fritz John[en]
- 1976 Arthur Wightman[en]
- 1977 Джозеф Келлер[en]
- 1978 Дональд Кнут
- 1979 Мартін Девід Крускал
- 1980  Кеннет Геддес Вільсон
- 1981 Кетлін Моравец
- 1982 Elliott Montroll[en]
- 1983 Самуель Карлін[en]
- 1984  Герберт Саймон
- 1985 Міхаель Рабін
- 1986 Laurence Edward Scriven[en]
- 1987 Томас Спенсер[en]
- 1988 Давід Рюель[en]
- 1989 Елліот Ліб
- 1990 Джордж Данціг
- 1991 Майкл Атія
- 1992 Майкл Фішер[en]
- 1993 Charles S. Peskin[en]
- 1994 Роберт Мей
- 1995 Ендрю Мажда[en]
- 1996  Стівен Вайнберг
- 1997 Персі Діаконіс[en]
- 1998 Едвард Віттен
- 1999 Nancy Kopell[en]
- 2000  Роджер Пенроуз
- 2001 Рональд Грем
- 2002 Майкл Беррі
- 2003 Девід Мамфорд
- 2004 Ерік Лендер
- 2005 Інгрід Добеші
- 2006 Michael Savageau[de]
- 2007 Пітер Лакс
- 2008 Аві Вігдерсон
- 2009 Percy Deift[en]
- 2010 Пітер Шор
- 2011 Джордж Папаніколау[en]
- 2012 Бредлі Ефрон[en]
- 2013 Седрік Віллані
- 2014 Ендрю Блейк[en]
- 2015 Рональд Грем
- 2016 Деніел Спілмен[2]
- 2017 Джон Прескілл[en][3]
- 2018 Синтія Дворк
- 2019 Алан Перельсон[de]
- 2020 Ненсі Пейд[en]
- 2021 Лєнка Здеборова[en]
- 2022 Eitan Tadmor[en]
- 2023 Річард Баранюк[en]
- 2024 Сьюзен Ленгарт[en]
- 2025 Ян ЛеКун